# Neon Jungle
Le Neon Jungle erano un gruppo britannico formato da quattro ragazze: Shereen Cutkelvin, Amira McCarthy, Jess Plummer e Asami Zdrenka. Sono conosciute per il loro secondo singolo, Braveheart, che si è piazzato al numero 4 della classifica Official Singles Chart. Il loro primo singolo Trouble si è piazzato al numero 12.

## Carriera musicale
Il 10 febbraio 2013, dopo una serie di audizioni, le quattro ragazze hanno creato il gruppo. Non avendo dato ancora nome al gruppo hanno così pensato di ispirarsi al titolo di un singolo da poco registrato "Welcome to the Jungle". Hanno così unito la parola "Neon" a "Jungle" e con questo nome, nel maggio 2013, hanno lanciato il loro singolo di debutto Trouble il 30 agosto che è stato trasmessa in tutte le TV e radio, anche fuori paese. L'8 settembre è entrato a far parte della Official Singles Chart. Il 12 dicembre è stato detto che si sarebbero esibite con il loro primo singolo a Victoria's Secret. Il loro secondo singolo "Braveheart" è stato pubblicato nel Regno Unito il 19 gennaio 2014, piazzandosi al numero 4 delle classifiche.
Welcome To The Jungle è stato pubblicato il 20 aprile.
Il 7 luglio 2015 la pagina Facebook del gruppo ha annunciato lo scioglimento delle Neon Jungle.

## Formazione

### Shereen Cutkelvin
Shereen Cutkelvin, proveniente da Lanark in Scozia, è la più giovane del gruppo e ha 18 anni. Cutkelvin ammette di essere molto timida, ma che ha comunque lottato per fare lavoro dei suoi sogni. Si ispira a suo padre, che è un ex cantante/attore, e che ha fatto amare alla figlia la musica.

### Amira McCarthy
Amira McCarthy ha 17 anni ed è nata a Londra. Amira ha sempre saputo che voleva fare la cantante, sin da bambina. Ha capito che voleva continuare a studiare musica, ma ha comunque preso corsi di recitazioni e balletto.

### Jessie Plummer
Jessie Plummer è il membro più anziano del gruppo dato che ha 21 anni. È nata a Londra e in precedenza ha lavorato come attrice. I suoi idoli sono Mariah Carey, Rihanna e Jessie J.

### Asami Zdrenka
Asami Zdrenka ha 18 anni ed è nata in Giappone, ma ora vive a Londra. Asami ha sempre amato cantare. Sua madre è un'ex-cantante, il nonno produsse alcuni album in Giappone.

## Discografia

### Album in studio
- 2014 – Welcome to the Jungle

### Singoli
- 2013 – Trouble
- 2014 – Braveheart
- 2014 – Welcome to the Jungle